# Carasi (Potosí)
Carasi ist eine Ortschaft im Departamento Potosí im südamerikanischen Andenstaat Bolivien.

## Lage im Nahraum
Carasi liegt in der Provinz Charcas und ist der zweitgrößte Ort im Cantón Toro Toro im Municipio Toro Toro. Die Ortschaft liegt auf einer Höhe von 2507 m im Quellbereich des Río Jerereka, der hier in südlicher Richtung fließt und in den Río San Pedro mündet.

## Geographie
Carasi liegt zwischen den beiden Anden-Gebirgskette der Cordillera Central und Cordillera Oriental.
Das Klima ist wegen der Höhenlage angenehm ausgeglichen, jedoch über weite Teile des Jahres sehr trocken. Die mittlere Durchschnittstemperatur der Region liegt bei etwa 18 °C (siehe Klimadiagramm Toro Toro), die Monatsmittel schwanken nur unwesentlich zwischen 14,5 °C im Juli und 20 °C von November bis Januar. Der Jahresniederschlag beträgt etwa 560 mm, bei einer deutlich ausgeprägten Trockenzeit von April bis Oktober mit Monatsniederschlägen unter 25 mm, und einer Feuchtezeit von Dezember bis Februar mit deutlich über 100 mm Monatsniederschlag.

## Verkehrsnetz
Carasi liegt in einer Entfernung von 326 Straßenkilometern nördlich von Potosí, der Hauptstadt des Departamentos.
Von Potosí aus führt die Nationalstraße Ruta 5 in nordöstlicher Richtung in das 169 Kilometer entfernte Sucre. Von dort führt eine unbefestigte Straße über Poroma, Soicoco und Thola Pampa de Chuquisaca nach Viru Viru, überquert auf einer Brücke den Río San Pedro unterhalb der Mündung des Río Chayanta, und erreicht nach weiteren sieben Kilometern Carasi.
Von Carasi aus führt die Straße weiter in das nördlich gelegene Torotoro und von dort in die Region Cochabamba.

## Bevölkerung
Die Einwohnerzahl der Ortschaft ist in dem Jahrzehnt zwischen den beiden letzten Volkszählungen auf fast das Dreifache angestiegen:
| Jahr | Einwohner         | Quelle       |
| ---- | ----------------- | ------------ |
| 1992 | keine Detaildaten | Volkszählung |
| 2001 | 118               | Volkszählung |
| 2012 | 325               | Volkszählung |
| 2024 |                   | Volkszählung |

Die Region weist einen deutlichen Anteil an Quechua-Bevölkerung auf, im Municipio Toro Toro sprechen 99,1 Prozent der Bevölkerung Quechua.